# Psarocolius angustifrons
Psarocolius angustifrons là một loài chim trong họ Icteridae.